# Descontinuidade de Lehmann
| número  | correspondente             |
| ------- | -------------------------- |
| 1       | crosta                     |
| 2       | manto                      |
| 3       | núcleo                     |
| 4       | listosfera                 |
| 3a      | núcleo externo             |
| 3b      | núcleo interno             |
| 5100 km | descontinuidade de Lehmann |

A descontinuidade de Lehmann, localiza-se à profundidade de 5150 km e é a fronteira entre o núcleo terrestre externo (líquido) e o núcleo interno (sólido).
Foi nomeada em honra da sismóloga dinamarquesa Inge Lehmann que reparou que ondas P, que deveriam ter sido totalmente reflectidas pelo núcleo, eram registadas em sismogramas na zona de sombra P (zona em que as ondas P não se propagam).
Ela concluiu que estas ondas haviam sido reflectidas por uma descontinuidade física, significando que, por baixo do núcleo líquido (já descoberto) existiria um núcleo interno sólido.

## História
Durante um terremoto, diversos tipos de ondas são produzidas, mas as principais são as ondas do tipo P (primárias) e do tipo S (secundárias). As ondas tipo P são mais rápidas, agem comprimindo o meio e se propagam nos sólidos e nos líquidos, enquanto as do tipo S são mais lentas, deslocam o solo, são cisalhantes e se propagam apenas nos sólidos.
Em 1929, um intenso terremoto ocorreu nas proximidades da Nova Zelândia. A sismóloga dinamarquesa Inge Lehmann — que se autodenominava "a única sismóloga dinamarquesa" — analisou os registros das ondas sísmicas geradas pelo evento e notou algo curioso. Certas ondas P, que teoricamente deveriam ter sido bloqueadas pelo núcleo terrestre, haviam sido detectadas em estações sísmicas ao redor do mundo. Lehmann propôs que essas ondas penetraram parcialmente no núcleo da Terra e refletiram em uma fronteira desconhecida. Com base nessa observação, ela publicou em 1936 um artigo no qual sugeria que o núcleo terrestre não era uniforme, mas dividido em duas regiões: um núcleo interno sólido e um núcleo externo líquido, separados por uma fronteira que posteriormente seria conhecida como descontinuidade de Lehmann. Sua teoria foi confirmada décadas depois, em 1970, com o auxílio de sismógrafos mais precisos, que registraram a deflexão das ondas sísmicas causada pelo núcleo sólido.